# 台北國際電玩展
台北國際電玩展（縮寫TGS、TpGS）是由台北市電腦商業同業公會舉辦的電子遊戲展覽，于2003年開辦。它是台灣唯一以電子遊戲產業為主，同时兼具B2B與B2C的綜合性展覽。

## 展覽演變
早在1993年9月，台北市電腦公會就已經舉辦过了第一屆台北國際電腦娛樂展覽會，當時是在推廣益智電玩，並且邀請台灣的遊戲開發廠商說明遊戲開發過程，基本上是台北國際電玩展的雛型。在後來，此項展覽由于走上大眾路線，在其後被台北電腦多媒體展合併。
在2002年，台北市電腦公會舉辦的台北春節電腦應用暨多媒體特展中，線上遊戲與電腦遊戲受到大眾的喜愛；加上國際廠商與台灣廠商的商機需求熱烈的情況，因此於2003年2月，正式與台北電腦多媒體展切割，並獨立舉辦「台北國際電玩展」。

## 展覽分區與活動

### 交流酒會
主要是邀請相關媒體、同業廠商、相關公協會與政要人士參與的活動，規模等同於一般國際性展覽的開幕典禮，是與台北電腦多媒體展合辦的交流酒會活動。另外在2006年，遊戲之星選拔賽的頒獎典禮與台灣遊戲廠商聯手組成的「遊戲產業振興會」成立大會，也在此活動中一併進行。

### 國際展區
為了與各國廠商及貿易相關公會/協會（特別是自辦電子資訊類展覽的單位）交流，台北市電腦公會也安排國際展區，提供國際廠商進行外銷產品之展示，與相關展覽之宣傳，例如：韓國館部份，則會邀請承辦韓國國際遊戲展示會的Gstar籌備委員會來台宣傳。
而在第五屆的展覽中，主辦單位更邀請了日本SEGA展示台灣玩家喜愛的《三國志大戰》、《甲蟲王者》等大型電玩機台，顯現出日本製造大型電玩的實力。

### 數位內容成果展
早期是在2002年春節電腦多媒體展時，以國家主題館的型式展出，後來，在電玩展於2003年首度辦理後正式納入，主要是配合經濟部工業局主辦之「數位內容系列競賽」以及台北市電腦公會自辦的「遊戲之星選拔賽」所設置的展區。展示內容包含該項競賽之得獎作品，以及大專院校數位內容成果體驗區，其中最受矚目者也包含了世新大學資訊管理學系的相關參賽作品。

### 封印任務
第三屆起實施，同樣也是巴哈姆特電玩資訊站辦理的小活動，是為了鼓勵參觀者認識各家電玩廠商，並且可以即時體驗電玩新產品所設計的活動，採「集點抽獎」的方式進行。

### 人氣Show Girl票選
是由協辦之媒體巴哈姆特電玩資訊站主辦之活動，票選範圍則是以各家參展廠商之Show Girl為主的選拔。

### 台北數位遊戲大賽
是由經濟部工業局與台灣各家遊戲廠商聯合辦理的比賽，僅於第四屆(2006)辦理，在展覽前先行在北、中、南三區選拔出各地的代表選手，之後在展覽期間，進行總決選，並在現場舉辦專為現場民眾設計的「聖盃傳說三部曲」活動。
優勝選手與團體如下：
| 遊戲名稱（組別） | 冠軍     | 亞軍       | 季軍       |
| ---------------- | -------- | ---------- | ---------- |
| 飛天歷險Online   | 狂雷之魂 | 惡搞馬戲團 | 紫米雜糧堡 |
| 飄流幻境Online   | 魔流     | 2266隊     | 無*領域    |
| 爆裂坦克         | 陳冠儒   | 洪崇耀     | 林政勳     |
| 我的天使與惡魔   | 陳泰羽   | 陳思宏     | 張明宗     |
| 勁爆美國職籃2006 | 陳永泰   | 趙浩昱     | 郭鈞滇     |
| 明星三缺一       | 呂詠莉   | 楊世宇     | 李宗輝     |

### GAME STAR 遊戲之星
「GAME STAR 遊戲之星」是由玩家透過網路票選前年9月起至去年8月底上市、改版或測試的最佳遊戲活動。遊戲分為「臺灣獨立遊戲」、「臺灣研發遊戲」、「遊樂器遊戲（Console Game）」、「行動遊戲（Mobile Game）」和「PC Game（PC Online / 網頁遊戲 / 單機遊戲）」五大類，類型囊括 RPG、戀愛養成、動作冒險、休閒益智等主題。得獎的遊戲將於TpGS現場舉行頒獎典禮。

### INDIE GAME AWARD 獨立遊戲開發者大獎
- 2017 Indie Game Award為專屬於獨立遊戲開發者的競賽，致力於鼓勵與挖掘優秀的獨立遊戲開發者，將具有創新的優質作品推上國際舞台。從2015年開辦至今已進入第三屆。本屆Indie Game Award吸引17國68款產品參賽，其中18款遊戲進入複審階段，由國際專家評審進行評分後產生「最佳劇情、最佳音效、最佳美術、最佳設計、最佳技術、最佳創新、最佳遊戲、最佳人氣」等8個獎項，而本屆人氣獎由香港的「Fingerprint Studio」開發的《Triangle 180》拿下。
- 2018 年共聚集來自世界各國86款遊戲參賽，由22款入圍最後決選，角逐「最佳劇情、最佳美術、最佳音效、最佳遊戲設計、最佳創新、最佳VR遊戲、最佳手機遊戲、最佳遊戲」等8項大獎，本屆由奧地利團隊Broken Rules《Old Man's Journey》拿下最佳遊戲以及最佳美術。
- 2019 年吸引20多國、共115款遊戲參賽，競爭8項大獎，共有22款遊戲入圍，其中由日本DESKWORKS團隊開發的《RPG TIME: The Legend of Wright》包辦最佳創新及最佳遊戲獎項，成為本屆大贏家。
- 2021 年共有36國、144款遊戲參賽，為歷年參賽作品最多，其中30款入圍決選，角逐8項大獎，來自印度的NODDING HEADS GAMES團隊以《Raji: An Ancient Epic》勇奪最佳劇情與最佳遊戲大獎，受新冠肺炎疫情影響，本屆首度以線上方式舉辦頒獎典禮，並於台北國際電玩展官方 YouTube 頻道（Taipei Game Show （页面存档备份，存于））全球同步直播，也提升該獎項在國際的能見度。
- 2024年首度增設最佳學生獎，鼓勵優秀的學生開發者投入競賽，本屆共有43國267團隊參賽，件數突破歷史紀錄，最終由英國Sad Owl Studios團隊的《Viewfinder》獲得最佳遊戲獎，由台灣藝術大學多媒體動畫藝術學生組成的浮苔 Futile Games則以《苔蘚綠洲 mossasis》獲得首度增設的最佳學生遊戲。
- 2025年參賽件數再破往年紀錄，共52國340團隊同場較勁，台灣團隊熊骨工作室開發的《沉沒意志》奪下年度大獎最佳遊戲與「最佳劇情」雙桂冠；而加拿大獨立遊戲創作者LocalThunk的話題作品《Balatro》則包辦最佳手機遊戲、最佳創新兩大獎項。

### INDIE HOUSE 獨立遊戲專區
- 2017年再度由國內外首屈一指的獨立開發遊戲團隊進駐玩家區，作品橫跨PC單機與線上遊戲、主機遊戲、行動裝置、VR虛擬實境等平台，本屆吸引14國52款作品參展，計有台灣、香港、日本、印度、法國、芬蘭、韓國、美國、荷蘭、新加坡、義大利、德國以及澳洲等14個國家，而台灣以23件作品為最大宗。
- 2018年「INDIE HOUSE 獨立遊戲專區」總計19國88家獨立遊戲團隊，台灣以40件作品為單一國家最大宗；日本、美國、韓國、香港皆有不少團隊進駐，海外合計48件作品，展出遊戲作品又以橫跨PC、行動裝置平台最具規模，手機遊戲以51款為最多，不乏未上市話題新作，人氣不減的 VR 虛擬實境／AR 擴增實境也有 8 款遊戲開放玩家體驗，主辦單位規劃了台灣、東北亞、東南亞/歐洲/美洲/大洋洲、VR等四大主題區給予玩家體驗各國遊戲的機會。
- 2024年「INDIE HOUSE 獨立遊戲專區」共計有16國123家團隊帶來超過150款作品，是史上最大規模，展出的大部分已上市作品可於STEAM特賣會 （页面存档备份，存于）以優惠價格入手，現場也首度與Indie Wavemakers合作推出全英文的線上直播舞台。
- 2025年規模再破紀錄，共25國171家團隊參與，現場展出超過200款作品，是台灣最大的獨立遊戲展區，並首度推出「國際獨立遊戲館」，玩家可體驗到來自澳洲、加拿大、立陶宛等國的獨立遊戲作品；備受好評的STEAM特賣會也延續舉辦，可用特惠價格購得已上市作品。

### BOARD GAME WONDERLAND 桌遊樂園
- 2017 年台北國際電玩展「桌遊樂園」將於1月20日至24日（共五天）期間，於台北世貿一樓好評再開，台北市電腦公會今年再次邀集31家企業、工作室，展出作品超過百款精彩好作。今年桌遊樂園以「歡樂時光」為主題，推出最適合全家同樂的採購大補帖，不論是小家庭3-4人或大家庭5-10人，都可以在桌遊中找到互動樂趣。
- 2018 年共邀集 44 家 桌遊企業、桌遊原創設計師，集結國內外人氣精選桌遊品項，展出超過50款精彩好作，以推理益智、派對、親子同樂和卡牌等四大類型為主，現場參加桌遊樂園集點趣活動，還可獲得PS4 PRO抽獎機會，同時也針對各個年齡層，遊戲類型、價格推出桌遊採購清單，除了讓玩家在現場體驗之外，也能選購心目中最喜愛商品。
- 2019 年首度將人潮分流至世貿三館，現場邀請共32家桌遊企業及桌遊設計師，其中還有來自新加坡、日本和香港的獨立設計師，現場共展出超過60款優質原創桌上遊戲。
- 2021 年共邀請21家桌游企業、實體店家及設計師共襄盛舉，現場展出超過60款精美桌游，種類含括策略推理、親子同樂、派對、卡牌、教育、歷史等多重面向，現場同時舉辦消費滿額贈及玩家解謎遊戲。
- 2024 年該專區迎來10周年，邀集35家桌游企業、工作室及設計師，帶來超過80款精美桌游，其中包括來從日本首度來台參展的「Oink Games」、香港的「Liner Note工作室」在內，也有多家海外參展商。
- 2025 年匯集25家桌遊企業及工作室，帶來超過80款精彩作品，其中包括《寶可夢集換式卡牌遊戲》、《超人力霸王卡牌遊戲》、《遊戲王公式卡片遊戲》、《航海王One Piece Card Game》等，共13款熱門IP的集換式卡牌；《超人力霸王卡牌遊戲》總製作人宍戶英治也與超人力霸王雅克也在桌遊樂園中同台登場。

### SWEET TOWN 心動專區
- 2018年台北國際電玩展首度規劃「心動專區（Sweet Town）」，集結昱泉國際《美男革命》、數字銀河《100日公主》、天下網遊《夢間集》、威樂數位《芈月傳》，現場完全鎖定女性玩家需求。除了帶來讓人臉紅心跳的Coser見面互動會、周邊販售，還在專屬舞台區舉辦玩家活動，包括神秘來賓的見面簽名會。

### TGS STAGE
- 2018年台北國際電玩展首度規劃電競舞台「RACING ESPORTS」，集結6場精彩賽事以及節目，包含《街頭籃球》、《傳說對決》、《全民槍戰》、《封印者》、《眾神之鬥》、《命運之子》、金亨泰粉絲見面會等活動，同時開放線上直播觀賽，為展覽打造全新面貌。
- 2019年更名為「TGS 電競星光大道」，首度與MCL 台港澳網咖電競聯賽合作，打造更高規格的的電競賽事，讓素人也有成為明星的機會，本屆遊戲賽事包括《爐石戰記》、《鬥陣特攻》、《虹彩六號：圍攻行動》、《決勝時刻：黑色行動 4》、《競速空間》、《傳說對決》、《眾神之鬪》、《吞食天地M》、《任天堂明星大亂鬥》等，並首次引進日本最高級別的規格機器人競技，推出「ROBO-ONE TAIWAN機器人競技表演賽」。
- 2021年持續與MCL合作，並首次設置設計試玩體驗區，吸引近3,000名玩家駐足體驗。展會期間舉辦包括《舞力全開2021》、《英雄聯盟：激鬥峽谷》、《特戰英豪》、《動物之鬪：競技場》、《符文大地傳說》、《戰意》在內，多款人氣遊戲賽事；此外，遊戲發行商QooApp選擇於電競星光大道，發布新作《比方說，這是個出身魔王關附近的少年在新手村生活的遊戲》的最新情報。
- 2023年更名為TGS STAGE為玩家帶來更多元的娛樂體驗，並持續與MCL合作，展會期間舉辦包括《舞力全開2023》、《英雄聯盟：激鬥峽谷》、《特戰英豪》、《符文大地傳說》、《NBA 2K23》在內，多款人氣遊戲賽事。
- 2025年首度舉辦任天堂《瑪利歐賽車8 豪華版》、《任天堂明星大亂鬥特別版》、《斯普拉遁 3》國際交流友誼賽，邀請日本與香港的選手同場切磋，邁入十周年的《虹彩六號》也於舞台舉辦社群感謝祭，此外《符文工廠 龍之天地》、《RATATAN》、《百劍討妖傳綺譚》等遊戲，也在現場公開最新資訊。

## 歷屆標語
- 第三屆（2005）：「遊戲在手、世界在握」（Game In Hand, World In Hand）
- 第五屆（2007）：（OH~MY GAME！）
- 第六屆（2008）：「全家都是玩家」
- 第七屆（2009）：（It's Game Time）
- 第八屆（2010）：「玩出一片天」
- 第九屆（2011）：「玩出一片天2」
- 第十屆（2012）：（Always Game Time）
- 第十一屆（2013）：「遊戲啟動夢想」
- 第十二屆（2014）：「扭轉遊戲次世代」
- 第十三屆（2015）：「遊戲新未來」（Game The Future）
- 第十四屆（2016）：「玩遊戲連結世界」（Game Connect）
- 第十五屆（2017）：「穿越遊戲時空」（In the Game, To the World.）
- 第十六屆（2018）：「遊戲無極限」（Game Unlimited）
- 第十七屆（2019）：「遊戲面貌由你創造」（YOU GAME IT！）
- 第十八屆（2020）：（Game To Gather）
- 第十九屆（2021）：（Keep on Gaming）
- 第二十屆（2022）：「玩越凜冬」（GAMING FORWARD）
- 第二十一屆（2023）：（Come in Gameverse）
- 第二十二屆起無標語

## 歷屆展覽
第1屆（2003年2月21日-2月24日）

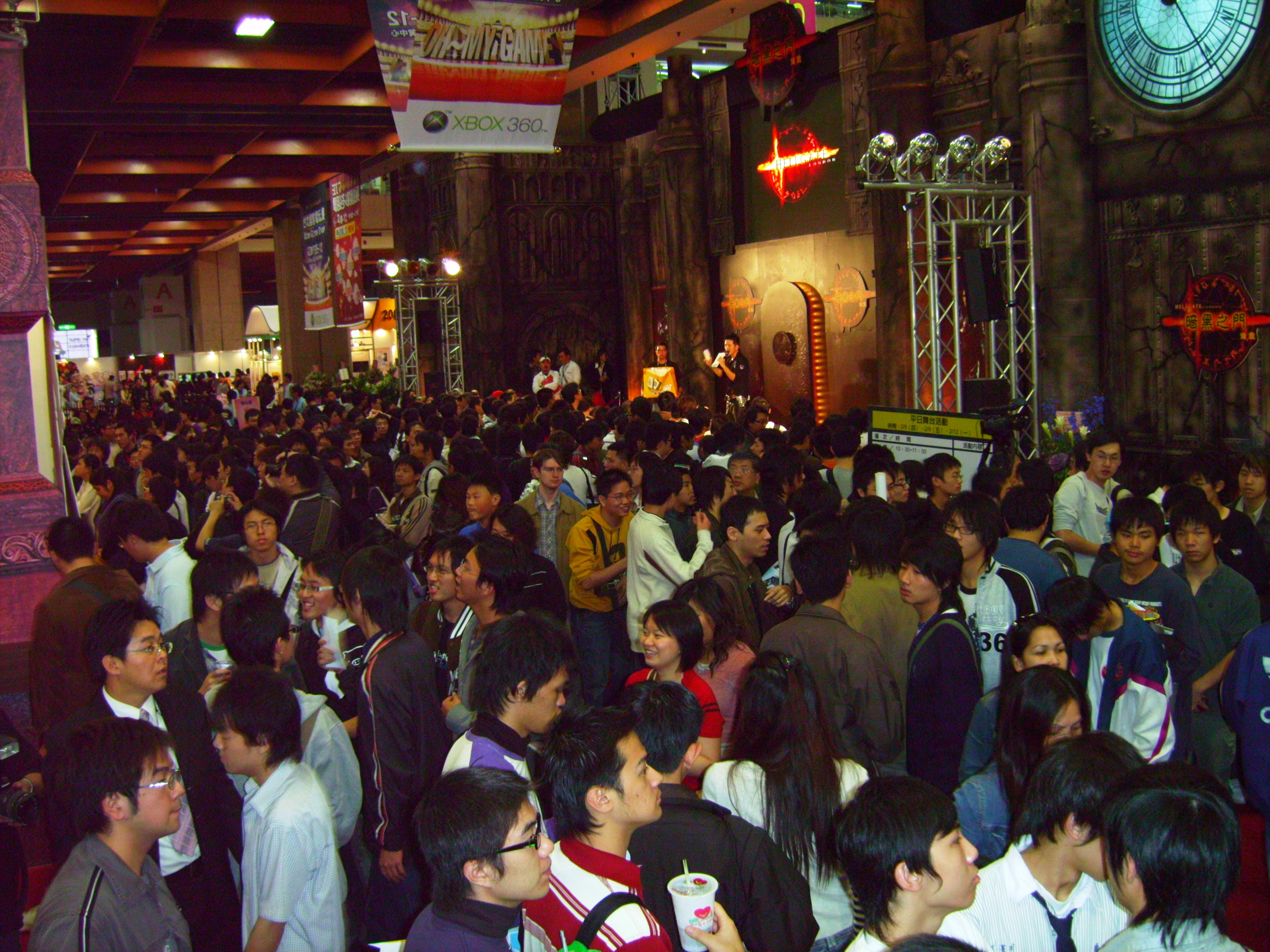
參觀人潮擁擠與秩序混亂，造成日本媒體的負面印象，是主辦單位必須要去改進的。而擁擠的人潮也會增加二氧化碳（CO_{2}）的濃度，進而影響到參觀者的健康。

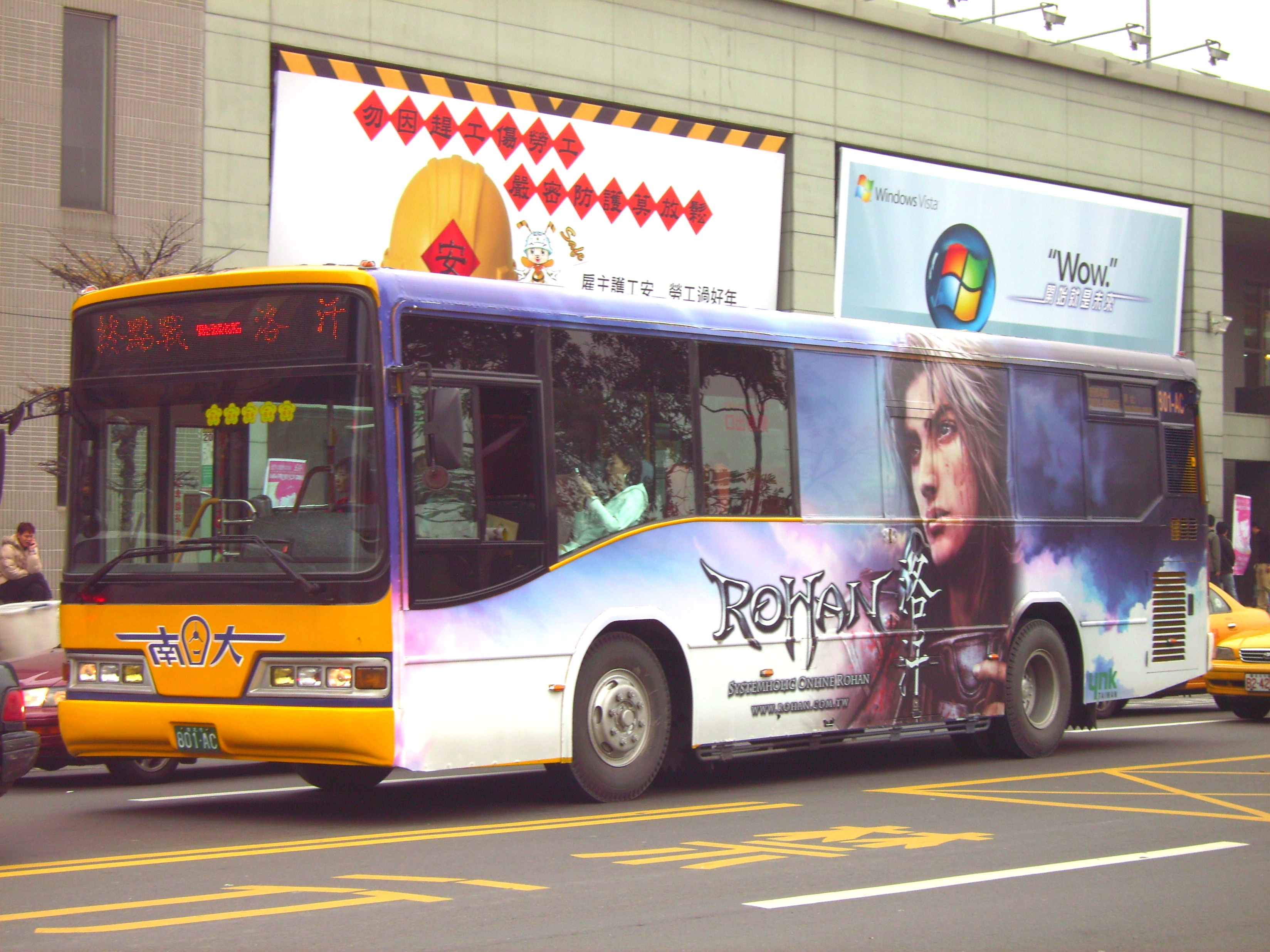
早在第二屆時就有接駁車，但某些時候不一定提供，通常廠商就會自行租車。

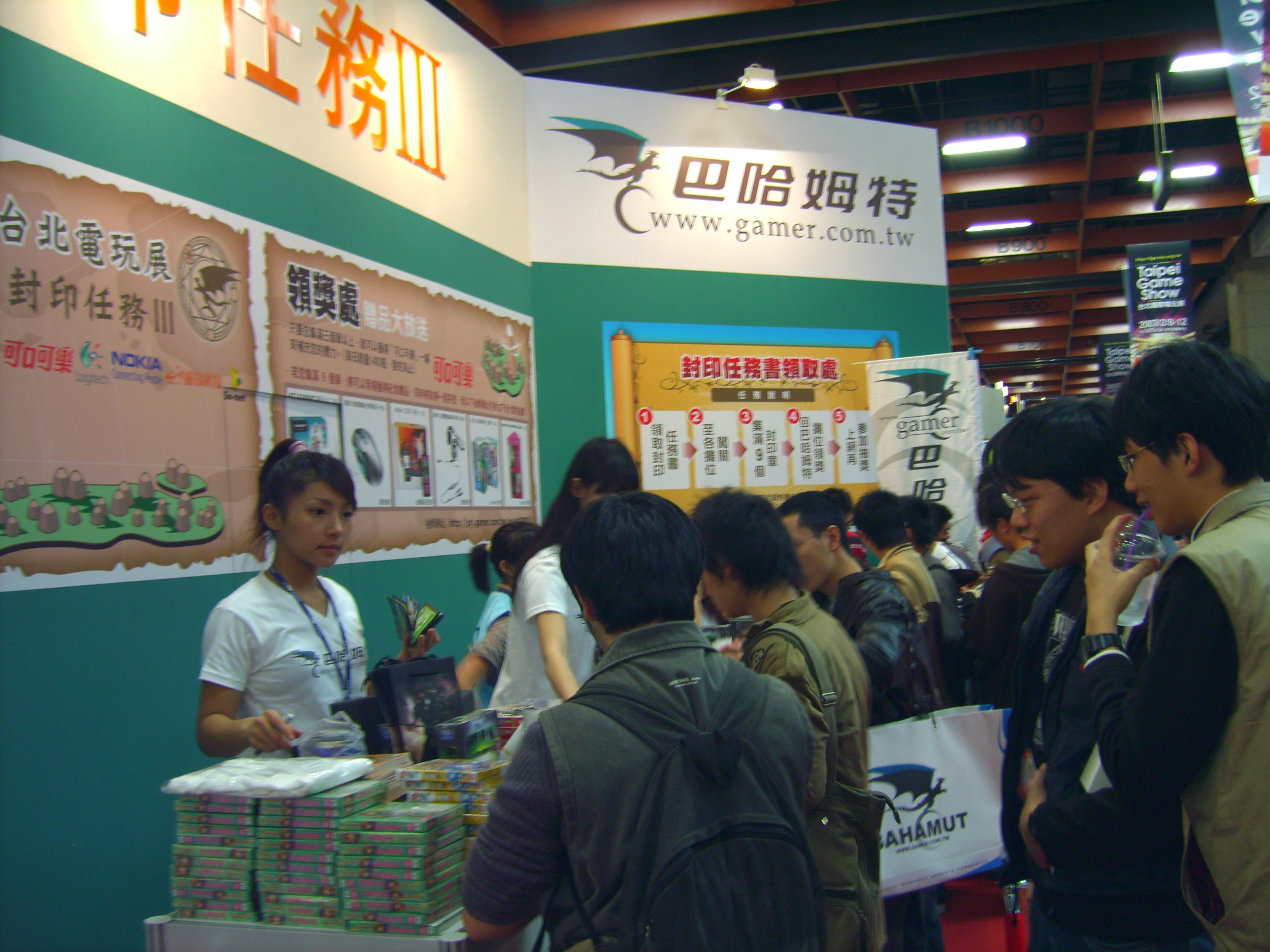
自第三屆起，巴哈姆特電玩資訊站攤位都會進行「封印任務」活動。

- 在第7屆遊戲之星選拔賽中，大宇資訊董事長李永進預言「台灣自製的線上遊戲，可望超越日本與韓國」[5]。
- 智冠科技集團以聯合參展方式進行展出，但廠商展覽規模仍是由線上遊戲《天堂》代理商遊戲橘子佔上風；儘管如此，當年的線上遊戲產業依舊受到廣大年輕消費者的重視[6]。
- 開幕日（2月21日）吸引十萬以上人次[7]參觀。

第2屆（2004年2月6日-2月9日）
- 數位內容國際研討會首度配合展覽進行，會議中以Xbox Live最受到與會者之注意[8]。
- 延續數位內容研討會的氣勢，除了Xbox Live以外，《天堂2》、《魔界：中古世紀之戰》也是矚目焦點，但是《天堂2》旗下的台灣吉恩立則以承租150個攤位居各廠商之冠[9]。
- 台北國際電玩展首度採用展覽接駁車，是由大南汽車營運，路線為捷運市政府站←→台北世界貿易中心[9]。
- 本屆展覽吸引36萬以上人次參觀

第3屆（2005年2月24日-2月28日）
- 與以往韓國風為主的電玩展不同，本屆之展覽引進了休閒遊戲與中國大陸廠商製造之遊戲[10]。
- 台北市電腦公會宣布本屆的展覽口號為「遊戲在手、世界在握」（Game In Hand、World In Hand），象徵台灣的遊戲產業控制著全球的樞紐[11]。
- 台灣微軟的Xbox攤位與索尼電腦娛樂的PS2+PSP攤位比拼，是本次展覽的話題[12]。另外，部分大廠商並未參展，而是以合作形式和其他參展廠商進行同步宣傳[13]。

第4屆（2006年2月16日-2月20日）
- 本屆參展廠商35家，使用700個攤位，是歷屆之最；但遊戲橘子、台灣微軟宣布不參展，引發風波，外界也開始質疑電玩展品質是否有國際水準[14]。另外，台北電腦多媒體展也正式與台北國際電玩展分道揚鑣，在不同的展覽檔期舉行。
- 經濟部工業局與中華電信、大宇資訊、中華網龍、鈊象電子等廠商先行舉辦「數位遊戲競賽」，並在電玩展會場中進行決選[15]。
- 由台灣的遊戲公司聯手組成的「遊戲產業振興會」，在台北國際電玩展開幕交流酒會中同時成立[16]。

第5屆（2007年2月8日-2月12日）
- 由於戲谷《暗黑之門：倫敦》攤位活動與台灣微軟攤位的五月天現場演唱會活動[17]超過外貿協會訂定的噪音控制標準[18][19]，遭到外貿協會展覽外借組多次舉牌警告，且被主辦的台北市電腦公會懲處[20]。
- 台北市長郝龍斌在開幕酒會強調，百貨公司設置電玩遊戲機台會有限度地開放，但益智類遊戲不限制，只是需要前任台北市長馬英九在任內提出的《台北市普通級電子遊戲場業管理自治條例》獲得認同，且不至於影響學生的學習品質[21]。
- 戲谷租用了84個攤位來展示未來要代理的新遊戲《暗黑之門：倫敦》，是參展規模最大的廠商[22]。
- PS3和Xbox 360首次於電玩展現身。

第6屆（2008年1月24日-1月28日）
第7屆（2009年2月12日-2月16日）
第8屆（2010年2月5日-2月9日）
第9屆（2011年2月18日-2月22日）
第10屆（2012年2月2日-2月6日）
- 從本屆開始，展覽場地從世貿一館變成南港展覽館；至2014年才重回世貿一館。

第11屆（2013年1月31日-2月4日）
第12屆（2014年1月22日-1月27日）
- 本屆展覽場地重回世貿一館，且來場人數達36萬人次更創歷年新高。而PS4、PS Vita首次於電玩展現身。

第13屆（2015年1月28日-2月1日）
- 本屆來場人數再度破紀錄，達43萬人次。而台灣最長壽電玩節目《電玩快打》製作單位首度參展錄影。
- 首設桌遊專區，帶領玩家一同體驗「不插電遊戲」的魅力。
- 首次與直播平台Twitch嘗試於展場直播為期三天的官方直播節目。

第14屆（2016年1月29日-2月2日）
- 本屆共計超過300家參展商、使用近2000個攤位，展區規模或參展家數皆呈現大幅度的成長。
- 本屆來場人數再度破紀錄，達45萬人次。
- 再度與Twitch合作官方直播節目，展覽期間進行中英雙語直播。
- 在直播平台LIVEhouse.in上以直播節目方式介紹台灣廠商製作的遊戲。
- PlayStation VR首次於電玩展現身。
- 大宇資訊睽違8年再度設攤，以「經典再造經典」為主題，開展首日邀請蔡明宏、姚壯憲、張孝全、郭炳宏等多位王牌製作人首度同台[23]。

第15屆（2017年1月20日-1月24日）
- 本屆共計311家廠商，使用1550個攤位。
- 本屆來場人數超過43萬人次，單日最高進場8萬人次。
- 再度與Twitch合作官方直播節目，展覽期間於官方直播平台《TGS Live》首度進行中英日三語直播。
- 本屆PlayStation攤位釋出3000台購買量給玩家，吸引大量排隊人潮。

第16屆（2018年1月25日-1月29日）

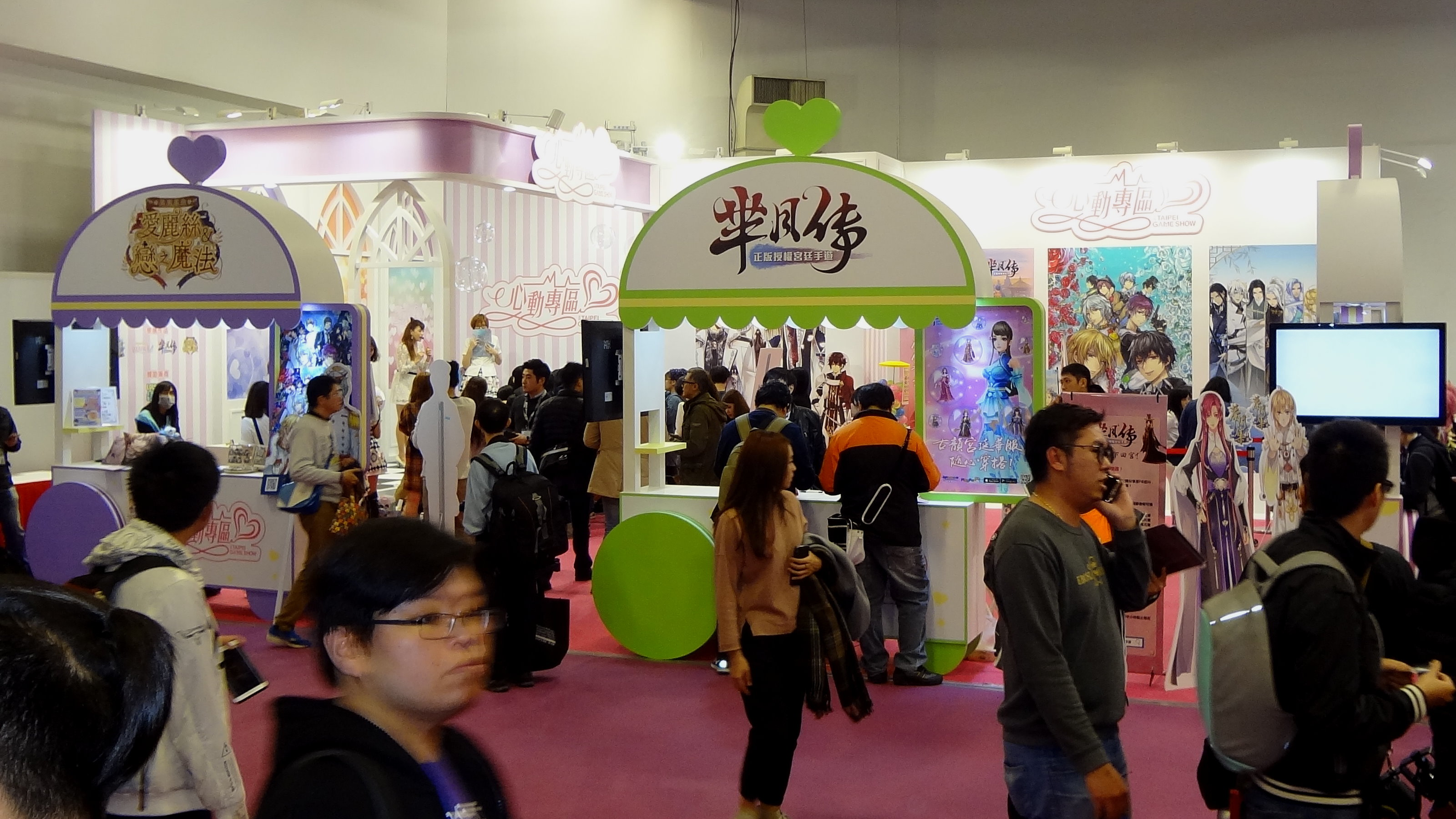
心動專區

- 本屆共計387家廠商，使用1937個攤位。
- 本屆4天展期來場人數超過35萬人次，單日最高進場8萬人次。
- 與Twitch合作官方直播節目，共計24檔參展商節目，展覽期間於官方直播平台《TGS Live》首度進行中英日三語直播。
- 本屆首度打造以女性向遊戲為主的「心動專區」，以及首度打造電競舞台「RACING ESPORTS」，吸引大批玩家朝聖。

第17屆（2019年1月25日－1月28日）
- 本屆展覽場地是唯一橫跨世貿一館與世貿三館。

第18屆（2020年，停止舉辦）
- 原定展期為2020年2月6日－2月9日；但因2020年1月底爆發2019新型冠狀病毒疫情，宣布延至6月25日－6月28日（端午節連續假期）舉辦。[24]爾後因為疫情影響全球多個國家，於2020年3月25日宣布該屆展覽停辦。[25][26]

第19屆（2021年1月28日－1月31日）
- 本屆展覽場地改為台北南港展覽館1館4樓，門票完整票根可延用至下屆。

第20屆（2022年1月22日－1月25日）
- 本屆展覽場地改為台北南港展覽館1館1樓。憑上屆門票完整票根可免費入場，但票根應交付工作人員回收，且不得參加抽獎。
- 活動以虛實整合形式舉辦，商務區（B2B）、亞太遊戲高峰會（APGS）採全線上舉行，並加場舉辦實體的「2022元宇宙跨域創新應用論壇」
- 玩家區（B2C）除實體展會外，首度跨界與YouTube頻道「現在不要NOW」製播的跨ACG電玩節目《共玩湯》合作，打造《2022 Taipei Game Show ONLINE Feat.共玩湯》，推出10檔線上節目。

第21屆（2023年2月2日－2月5日）
- 本屆展覽場地改為台北南港展覽館1館4樓。
- 玩家區（B2C）、商務區（B2B）、亞太遊戲高峰會（APGS）皆以實體活動舉行。
- 光榮特庫摩首度設攤，《零～月蚀的假面～》重製版全球首度公開展示及開放試玩。

第22屆（2024年1月25日－1月28日）
- 本屆展覽場地首度同時使用台北南港展覽館1館4樓、5樓。
- 玩家區（B2C）、商務區（B2B）、亞太遊戲高峰會（APGS）皆以實體活動舉行，其中商務區（B2B）首度移師5樓舉辦。
- 韓國遊戲開發商Wemade(娛美德)首度參展，並帶來《夜鴉》、《Fantastic4 Baseball》兩款遊戲試玩。
- 二度參展的任天堂大幅擴大規模，提供100台以上試玩機台，包括《超級瑪利歐兄弟 驚奇》、《超級瑪利歐 RPG》等超過25款作品。

第23屆（2025年1月23日－1月26日）
- 本屆展覽場地同時使用台北南港展覽館1館4樓、5樓。
- 三度參展的任天堂規模增加1.5倍，帶來包括未上市遊戲及熱門IP共超過30款遊戲。
- 傑仕登帶來即將上市的《Monster Hunter Wilds》。
- 雲豹娛樂邀請「Falcom jdk BAND」來台，並首度在台北電玩展內現場演出。

## 需要改善的地方

### 門票問題
以往台北市電腦公會自辦展覽時，都會有進行贈票服務。但是許多投機者為了搶進場以及省錢，爆發了黃牛票與偽造門票等問題。因此，台北市電腦公會除了對於門票索取的規定有嚴格審定以外，也改採限額制度，以避免黃牛票與偽造門票的問題發生。

### 形象與品質
在台北世貿舉辦的展覽，只要是消費展覽（特別是電腦資訊類），都會造成人潮擁擠的現象，再加上廠商會在現場用擴音器來拉客，不免會被質疑「國際專業展覽」成為「叫賣的菜市場」。而且，人潮的擁擠，也會影響到空氣品質，進而對參觀者的身體造成傷害。
而日本媒體在正式的第一屆舉辦時曾表示，國際專業展覽應以B2B為主、B2C為輔。在2005年，KAMEX改制成韓國國際遊戲展示會，就是為了要走國際化的高水準展覽路線，並跟隨國際潮流，才會進行變革，成果則是換到世界第二名的地位。因而呼籲相關的主辦單位，應該要多觀摩、多學習其他展覽的成功之處，重質不重量。

### 爭議
2021年在新冠肺炎病毒疫情尚未明朗化下，民主進步黨台北市議員許淑華出面呼籲停辦，台北市電腦公會表示如期於2021/01/28舉辦，許多民眾都覺得在這個時機舉辦並不恰當，在台北國際電玩展粉絲團則是湧入許多網友抗議。